# Arthur von Lindequist
Arthur Axel Heinrich August von Lindequist (né le 17 octobre 1855 à Wostevitz sur Rügen et mort le 1er novembre 1937 à Berlin) est un lieutenant général prussien pendant la Première Guerre mondiale.

## Biographie

### Origine
Arthur est le fils du fermier Olof von Lindequist (de) (1824-1902) et de sa femme Anna, née Hoffmann (1834-1909). Son frère Friedrich (1862-1945) est gouverneur du Sud-Ouest africain allemand

### Carrière militaire
Après sa formation dans le corps des cadets, Lindequist s'engage le 23 avril 1874 comme enseigne dans le 115e régiment d'infanterie (de) de l'armée prussienne à Darmstadt, où il est promu au grade de sous-lieutenant le 12 octobre 1875. À partir du 1er mai 1882, Lindequist est affecté pour trois ans à la maison des cadets de Culm en tant qu'éducateur. Après son retour et son service dans son régiment d'origine, il est promu Premierleutnant le 12 novembre 1885. En tant que tel, il est adjudant du commandement de district de Darmstadt I du 1er janvier 1888 au 31 décembre 1889. Le 18 novembre 1890, il est promu capitaine et prend en charge une compagnie dans son régiment d'origine
Lindequist devient le 9 août 1910 commandant du 74e régiment d'infanterie (de). Le 17 août 1913, il est chargé de commander la 40e brigade d'infanterie à Brunswick, puis le 1er octobre 1913, en même temps que sa promotion au grade de major général, il est nommé commandant de cette grande unité.
Pendant la Première Guerre mondiale, Lindequist dirige la brigade de la 2e armée. Il est grièvement blessé à Namur le 23 août 1914 et est donc mis à disposition à partir du 31 août. Une fois qu'il est à nouveau en état de servir, Lindequist est nommé commandant de la 87e brigade d'infanterie de réserve le 19 décembre 1914. Le 29 juin 1915, il prend en charge la 3e division de la Garde. A ce poste, il est promu lieutenant-général le 6 novembre 1917 et décoré de l'ordre Pour le Mérite le 23 décembre 1917. Le 8 février 1918, on lui confie le commandement du 14e corps de réserve, puis le 15 juin 1918, celui du 7e corps de réserve.
Pour ses performances lors de la bataille défensive de Reims, Lindequist reçoit les feuilles de chêne du Pour le Mérite le 7 novembre 1918. Après la fin de la guerre, il est mis à disposition le 17 décembre 1918 et finalement mis à la retraite le 21 janvier 1920.
Lindequist est chevalier de l'Ordre de Saint-Jean.

### Famille
Lindequist se marie le 8 juin 1891 à Darmstadt avec Lili von Hahn (née en 1865). De ce mariage est née leur fille Anka (1893-1977), qui se marie avec Eberhard Kurt Felix von Briesen (1878-1958) en 1921.

## Récompenses (incomplètes)
- Ordre de l'Aigle rouge de 3e classe avec boucle[2]
- Ordre de la Couronne de 3e classe[2]
- Croix de décoration de service prussien[2]
- Commandant de 2e classe de l'ordre d'Albert l'Ours[2]
- Commandeur de 1re classe de l'ordre d'Henri le Lion[2]
- Croix de chevalier de 2e classe de l'ordre de Louis de Hesse[2]
- Croix d'honneur de l'ordre de Philippe le Magnanime[2]
- Commandant de 2e classe de l'ordre de Saint-Olaf[2]
- Croix de fer (1914) de 2e et 1re classe